# Abadia de Egmond

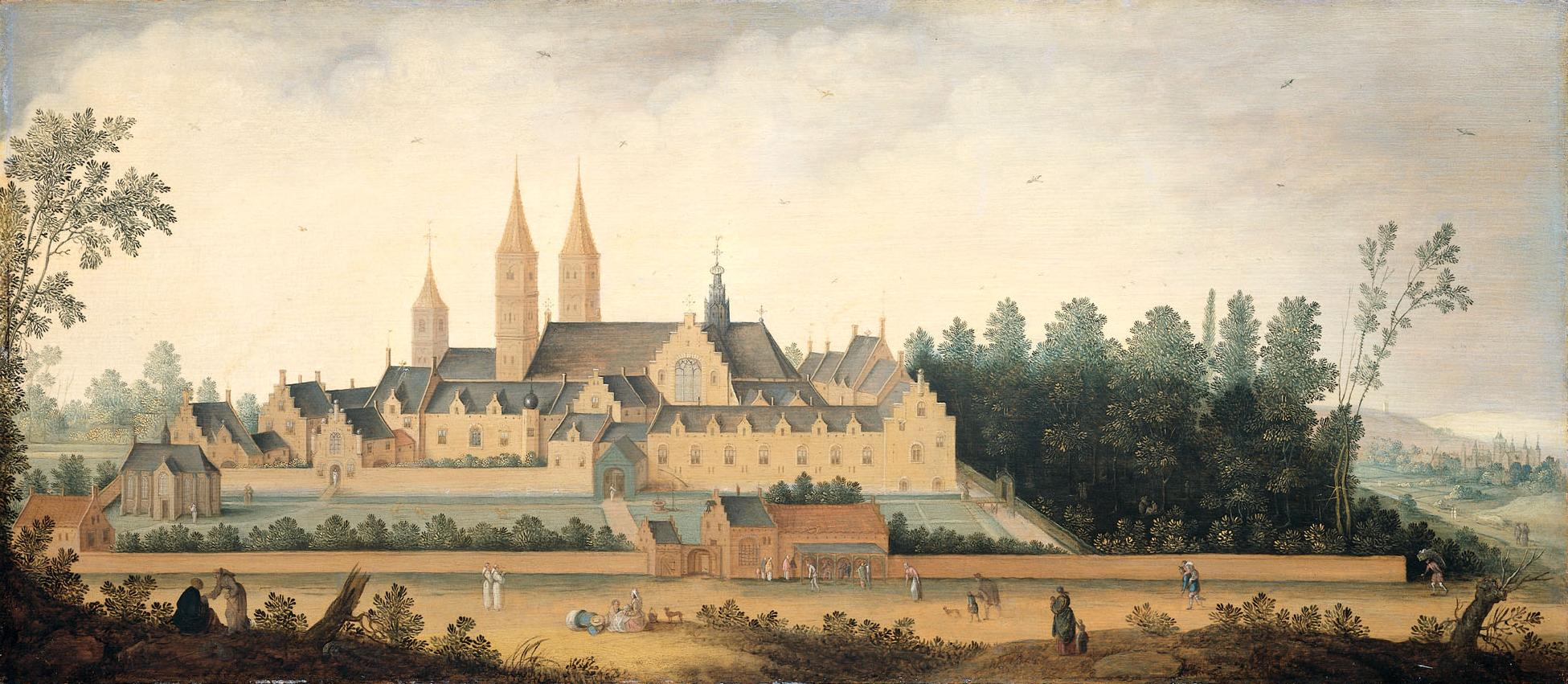
Uma vista da Abadia de Egmond, por Claes Dircksz van der Heck em 1638.

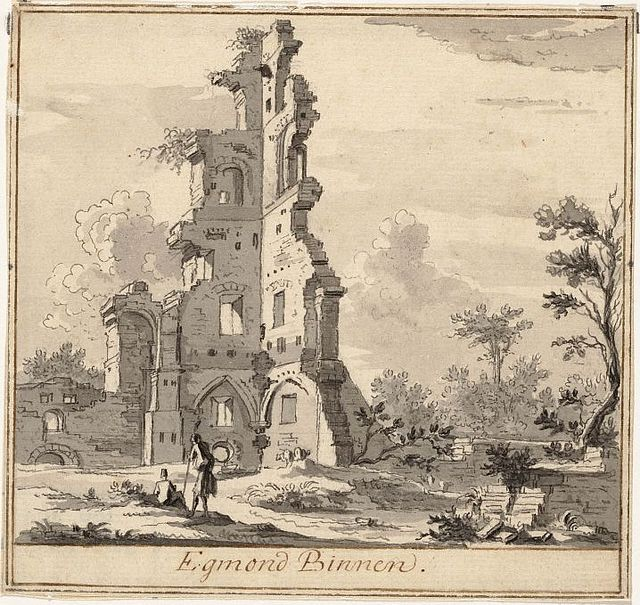
Ruínas da Abadia de Egmond, 1725

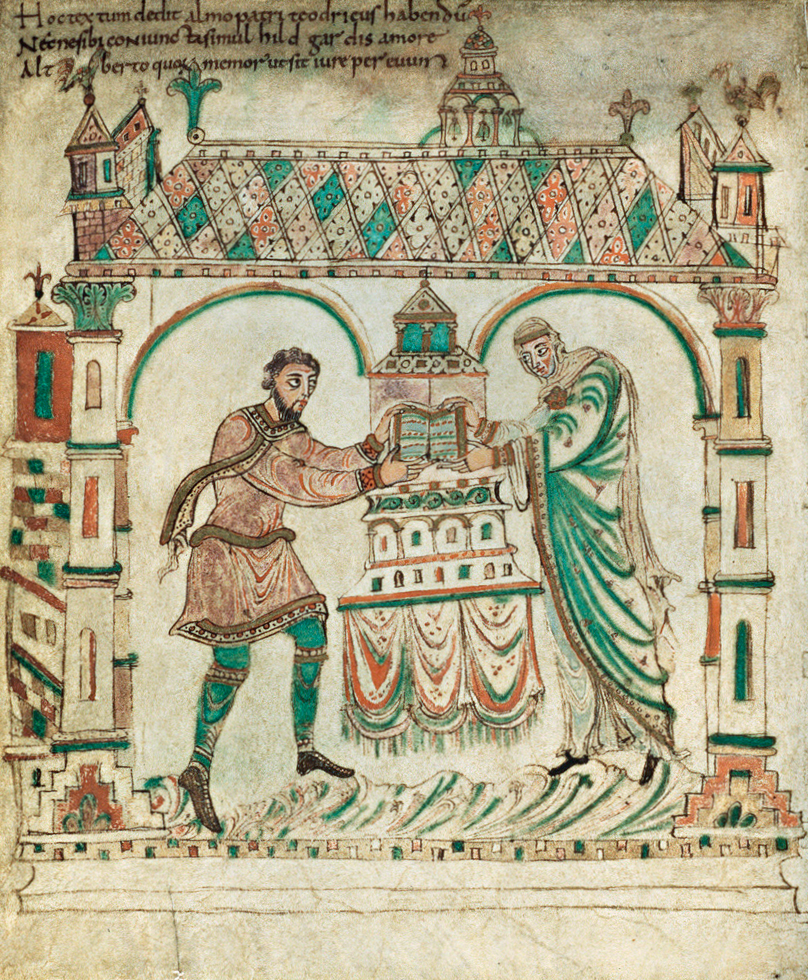
Iluminação dos Evangelhos de Egmond

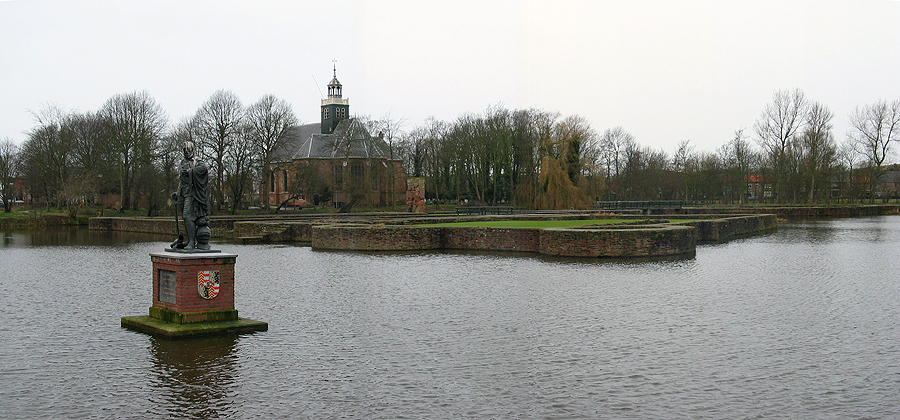
Uma estátua de Lamoraal está no meio do antigo fosso e atrás dele pode-se ver a igreja protestante que foi construída em cima das ruínas do antigo castelo Egmond.

Abadia de Egmond ou Abadia de Santo Adalberto (em neerlandês:  Abdij van Egmond, Sint-Adelbertabdij) é um mosteiro beneditino da Congregação da Anunciação entre Egmond aan den Hoef e Bakkum em Egmond-Binnen no município de Bergen, na província neerlandesa da Holanda do Norte. Fundada em 920-925 e destruída na Reforma, foi fundada em 1935 como a atual Sint-Adelbertabdij, na Diocese de Haarlem.

## História
A abadia beneditina foi fundada por Dirk I, Conde da Holanda, por volta de 920-925. Era um convento que, de acordo com a tradição local, existia desde que os santos Adalberto e Willibrord desembarcaram em 760. Por volta de 950, começaram os trabalhos de construção de uma igreja de pedra para substituir a de madeira, um presente de Dirk II, conde da Holanda, e sua esposa Hildegard, para abrigar as relíquias de Santo Adalberto. A consagração da nova igreja aparentemente ocorreu em ou pouco depois de 975, e está registrada nos Evangelhos de Egmond, apresentados à abadia por Dirk. Ao mesmo tempo, uma comunidade de monges beneditinos de Gante substituiu as freiras, que sob sua abadessa Erlinde, filha do conde Dirk, foram transferidas para um convento recém-estabelecido, a Abadia de Bennebroek.
Este foi o mosteiro mais antigo da região da Holanda. Dirk I, o fundador, foi enterrado lá, assim como muitos condes subsequentes da Holanda e membros de suas famílias, incluindo Teodorico II, Arnulfo, Conde da Holanda, Teodorico III, Floris I, Dirk V e Florêncio II.
O conde Lamoral, dono do castelo próximo, foi decapitado em 1568, e isso deu início à Revolta Holandesa. Pouco depois, em 1573, a abadia foi dissolvida e destruída pouco antes do cerco de Alkmaar por ordem de Diederik Sonoy para evitar que fosse usada pelos espanhóis. A renda da abadia foi desviada pelo stadtholder para o financiamento de seu projeto educacional, a recém-formada Universidade de Leiden.

## Relacionamento com o Castelo de Egmond
Ao norte da abadia fica o castelo de Egmond em Egmond aan den Hoef. O castelo foi construído pelo cavaleiro Berwout van Egmond em 1129, que foi pago pelo conde da Holanda para representá-lo, proteger a abadia e cobrar os aluguéis, como Voogd. Esta foi a origem da Casa de Egmond. O relacionamento rapidamente se transformou em uma luta pelo poder entre a família Egmond e os abades que durou séculos. Assim como a abadia, o castelo foi destruído em 1573. A capela foi posteriormente restaurada pela igreja protestante holandesa, mas o castelo nunca foi reconstruído. As fundações ainda são visíveis e o terreno ao redor do antigo fosso e fundações foi transformado em um parque.

## Sint-Adelbertabdij
Em 1933, uma nova comunidade beneditina, Sint-Adelbertabdij, foi fundada no local da antiga Abadia de Egmond, e foi novamente dedicada a Santo Adalberto. Os primeiros edifícios, projetados por Alexander Kropholler foram construídos em 1935. e a comunidade foi repovoada com monges (da abadia beneditina em Oosterhout). Os edifícios foram reformados e ampliados no final dos anos 1940 e no início dos anos 1950; o mosteiro foi elevado a abadia em 1950.  As terras foram reaproveitadas, embora desde 1989 as terras agrícolas tenham sido alugadas para um fazendeiro, já que os monges não eram mais capazes de fazer o trabalho pesado da fazenda.     Uma operação de fabricação de velas foi iniciada em 1945 para apoiar a comunidade, e mais tarde um local de trabalho de cerâmica foi adicionado.
Em 1984, as relíquias de Santo Adalberto foram devolvidas aqui, mantidas em segurança em Haarlem desde a destruição do mosteiro anterior no século XVI, e estão guardadas sob o altar.
Na primavera de 2003, os monges tiveram painéis solares instalados, que foram prontamente roubados duas semanas depois, uma perda de € 20.000. Foi realizada uma coleta online para ajudar no pagamento de novos painéis.

## Legado
Muitos artefatos da antiga abadia foram recuperados nos anos desde a "Beeldenstorm" de 1568, como o retábulo de 1530 e o Egmond Tympanum, um tímpano do século XII originalmente colocado sobre o portal da frente oeste da igreja da abadia, que desde 1842 foi preservado no Rijksmuseum. A princípio, presumiu-se que todos os bens da abadia haviam sido queimados, mas na verdade eles foram vendidos pelo líder protestante que dissolveu a abadia, Diederik Sonoy, antes que os edifícios fossem destruídos. Nas últimas décadas, o atual mosteiro foi capaz de recuperar muitas relíquias perdidas, ou pelo menos informações sobre elas. A antiga abadia foi de grande importância para os artistas, e muito dessa arte sobreviveu, contra todas as probabilidades.

Além disso, no período intermediário de 1568 até que as ruínas remanescentes foram finalmente demolidas por volta de 1800, a abadia e as ruínas do castelo associadas serviram de inspiração em seu estado danificado para muitos artistas que visitaram Bergen, Schoorl ou Egmond para pintar as ruínas, entre eles Jacob van Ruisdael em 1655-60.

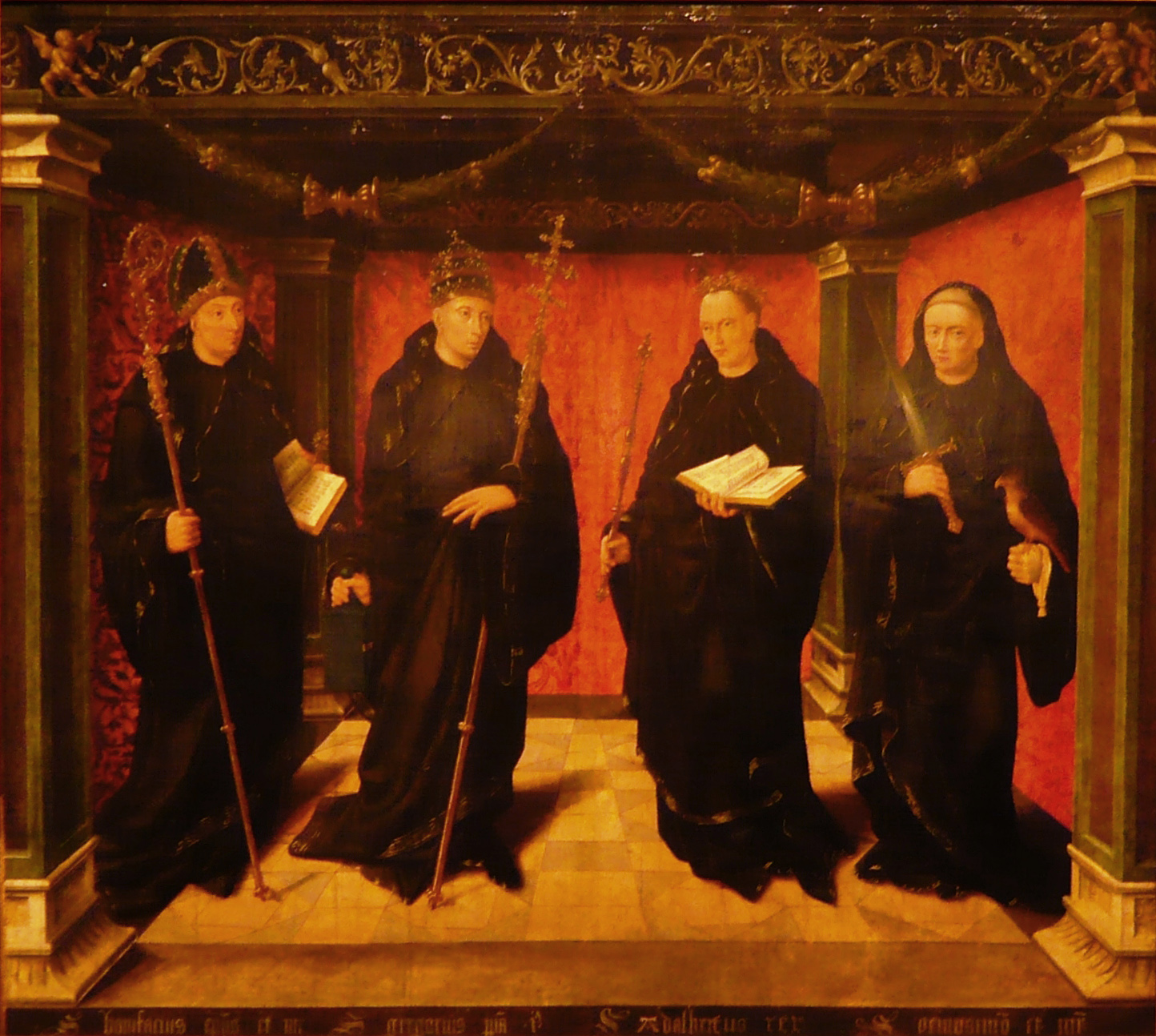
Retábulo da Abadia de Egmond de 1530 pelo monge Egmond Jan Joesten van Hillegom
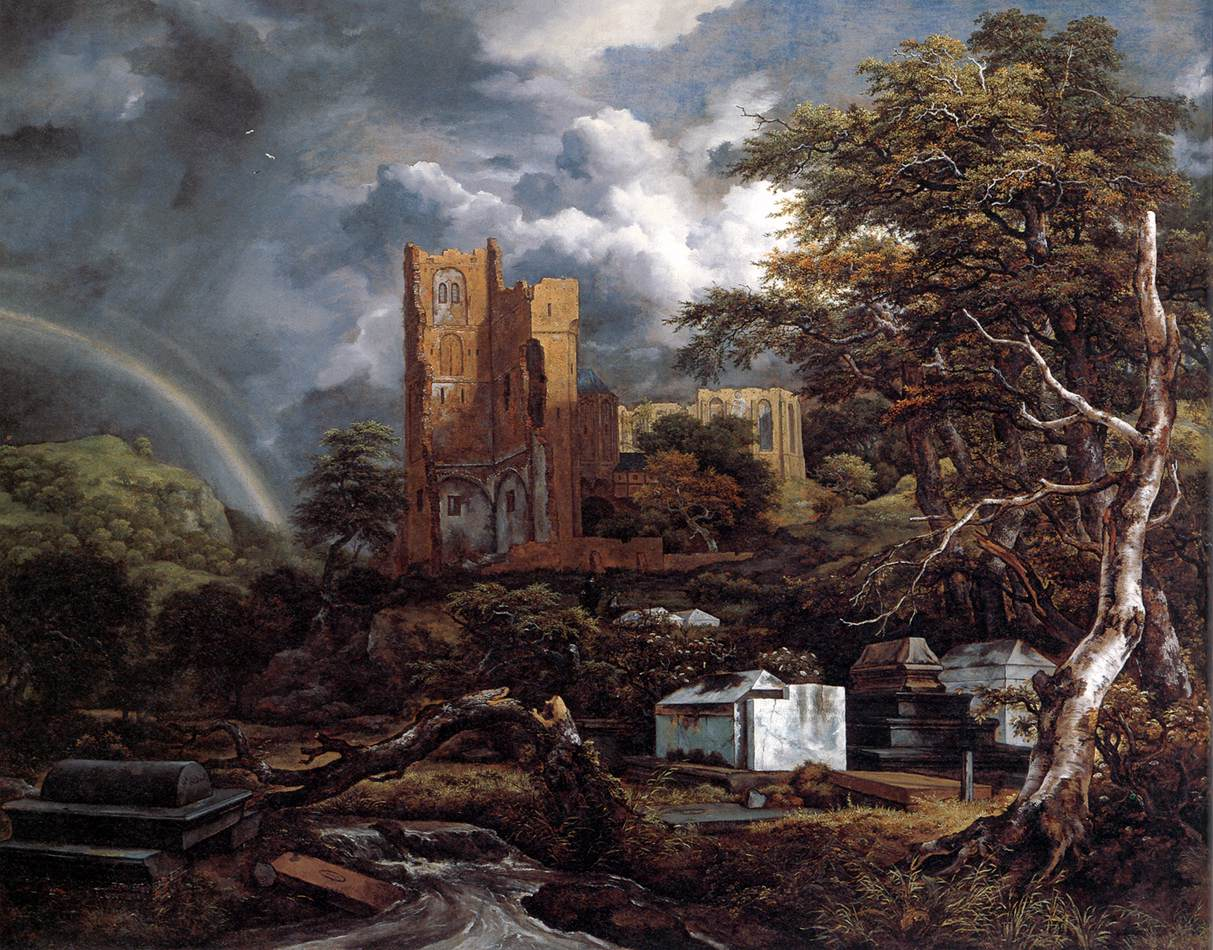
O Cemitério Judaico de Jacob van Ruisdael com as ruínas da Abadia de Egmond
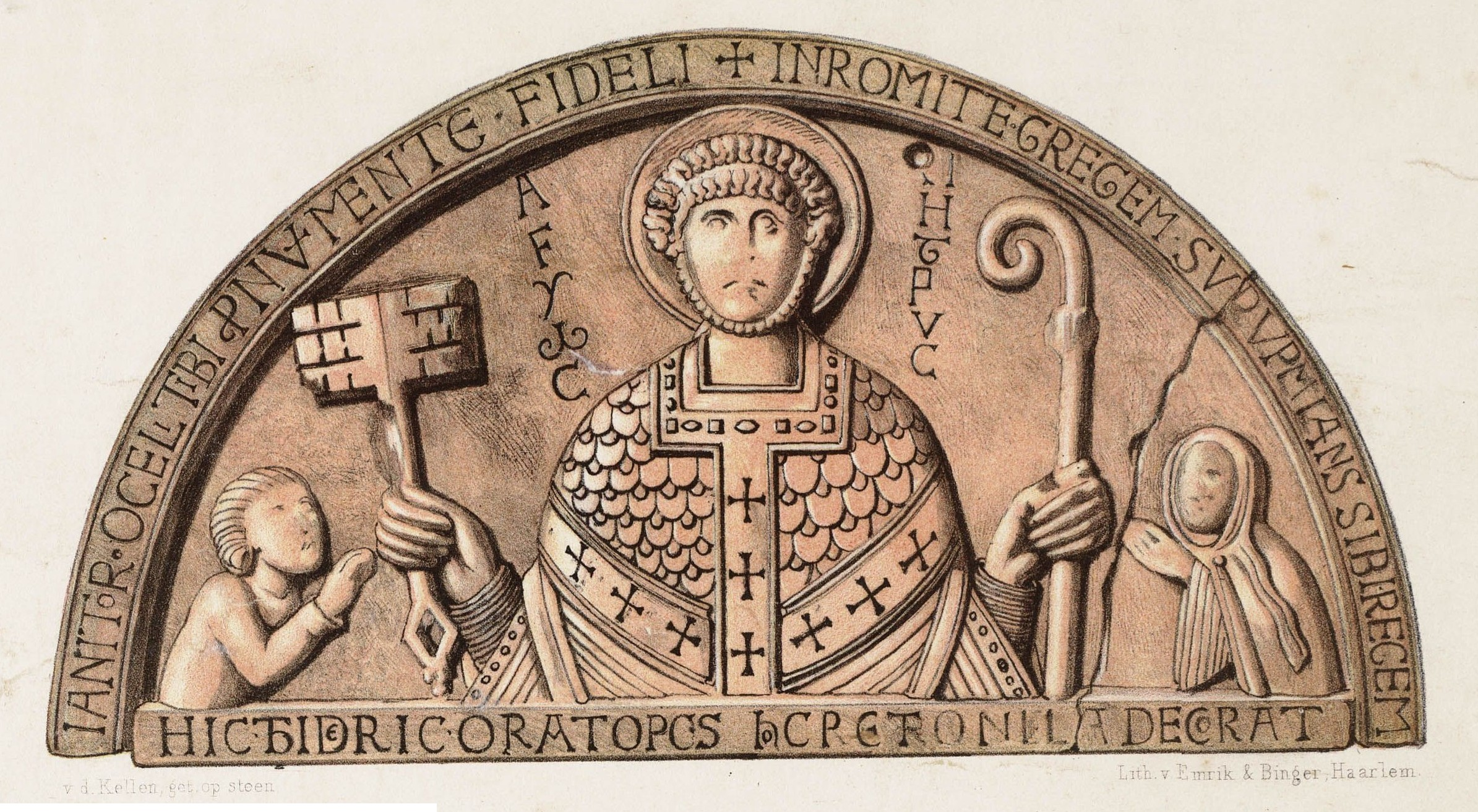
O Egmond Tympanum, representando São Pedro entre Dirk VI, Conde da Holanda, e sua mãe e a Condessa Petronilla (cromolitografia de 1860/61)